# Alte Pfarrkirche Burgbrohl

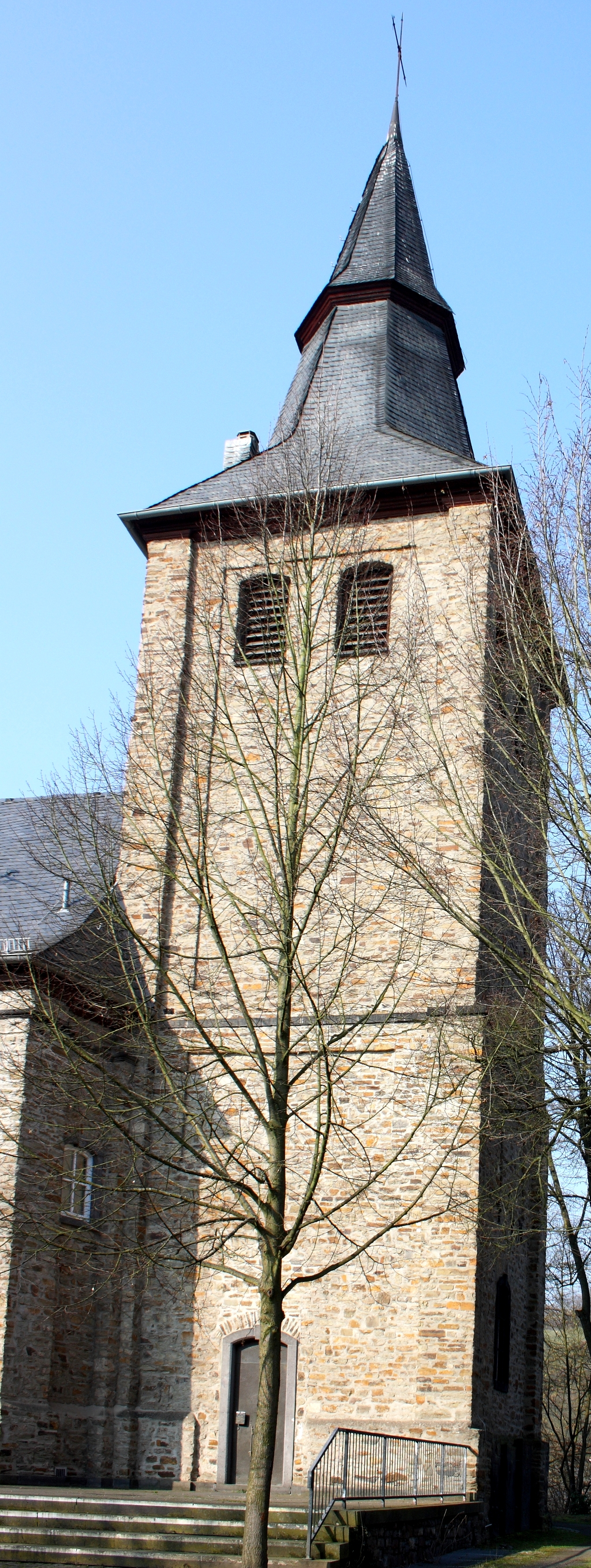
Alte Pfarrkirche Burgbrohl

Die Alte Pfarrkirche Burgbrohl oder auch Alte Kirche Burgbrohl ist ein ehemaliger römisch-katholischer Sakralbau in der Ortsgemeinde Burgbrohl im Landkreis Ahrweiler in Rheinland-Pfalz.

## Geschichte
Der Bau der Alten Kirche begann 1771, wurde aber erst 1794 notdürftig beendet. Grund dafür war der bevorstehende Einmarsch der französischen Revolutionstruppen.
Die Alte Kirche war im Lauf der Jahrhunderte bereits das dritte Gotteshaus der Gemeinde. Das älteste, auf der linken Talseite, ist 1330 urkundlich erwähnt. Das zweite, etwas unterhalb der jetzigen Alten Kirche, entstand 1418 und war Mitte des 18. Jahrhunderts durch Unterspülungen unbrauchbar. Die heutige „neue“ Pfarrkirche wurde in den Jahren 1907 bis 1909 errichtet. Danach wurde die Alte Kirche profaniert.
Anschließend waren in der Alten Kirche der Kindergarten, eine Industriefachschule und Hauswirtschaftsschule sowie eine Tageserholungsstätte untergebracht. Zwischen 1980 und 1985 erfolgte der Umbau zu einer Begegnungsstätte der Gemeinde. 1990 ging die Kirche in das Privateigentum der Familie Heuft über, die auch Betreiberin des benachbarten Hotels Schloss Burgbrohl ist. Jedoch ist der Außenbereich für die Öffentlichkeit zugänglich.
Die Bereiche nördlich und südlich der Kirche dienten als Friedhof der Gemeinde, wie an den Grabkreuzen und zahlreichen Grabplatten zu erkennen ist.

## Baubeschreibung

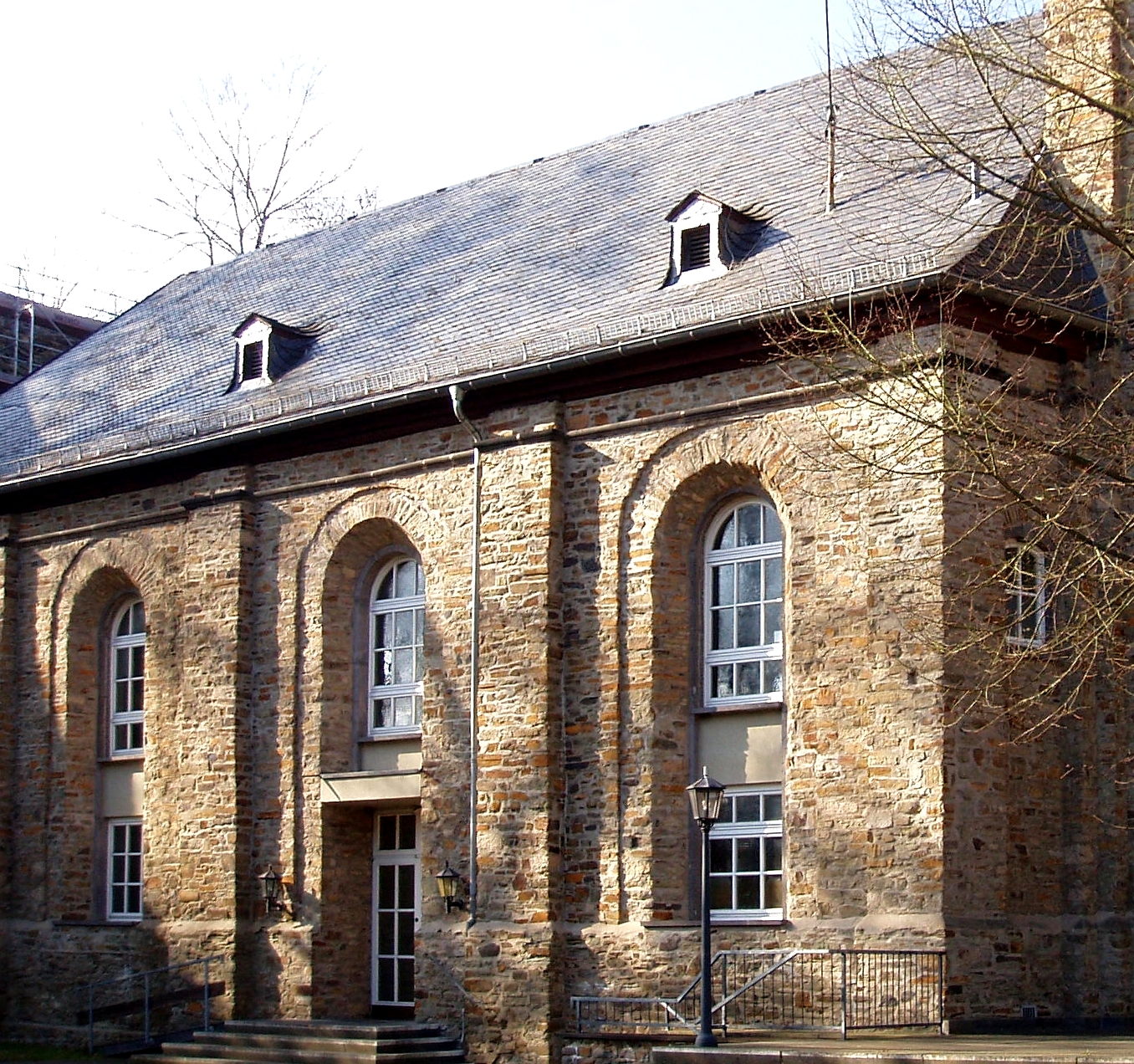
Langhausfassade (2016)

Der 20 m lange und mehr als 9 m breite einschiffige Bau hat vier Achsen und lehnt sich im Westen bis zur Traufhöhe an die Burgmauer. Er ist vollständig aus unverputzten Bruchsteinen errichtet. Der nach Osten gerichtete 35 m hohe Turm ist mit dem Langhaus durch eine leichte Rundung verbunden und besitzt einen abgeknickten achtseitigen Helm. Zwischen breiten Pilastern, welche den Fassadenbereich der nördlichen und südlichen Längsseite unterbrechen, ist jeweils ein Rundbogenfenster angeordnet. Die Fenster und das nördliche Portal sind mit Basaltlava eingefasst.
Ursprünglich besaß die Kirche drei Altäre, den Hauptaltar mit dem Bild der Krönung Mariens und zwei Seitenaltäre, welche dem Heiligen Johannes dem Täufer und der Heiligen Katharina gewidmet waren.

## Denkmalschutz
Die Alte Pfarrkirche Burgbrohl ist in der Liste der Kulturdenkmäler in Burgbrohl verzeichnet.